# Angelika Kauffmann

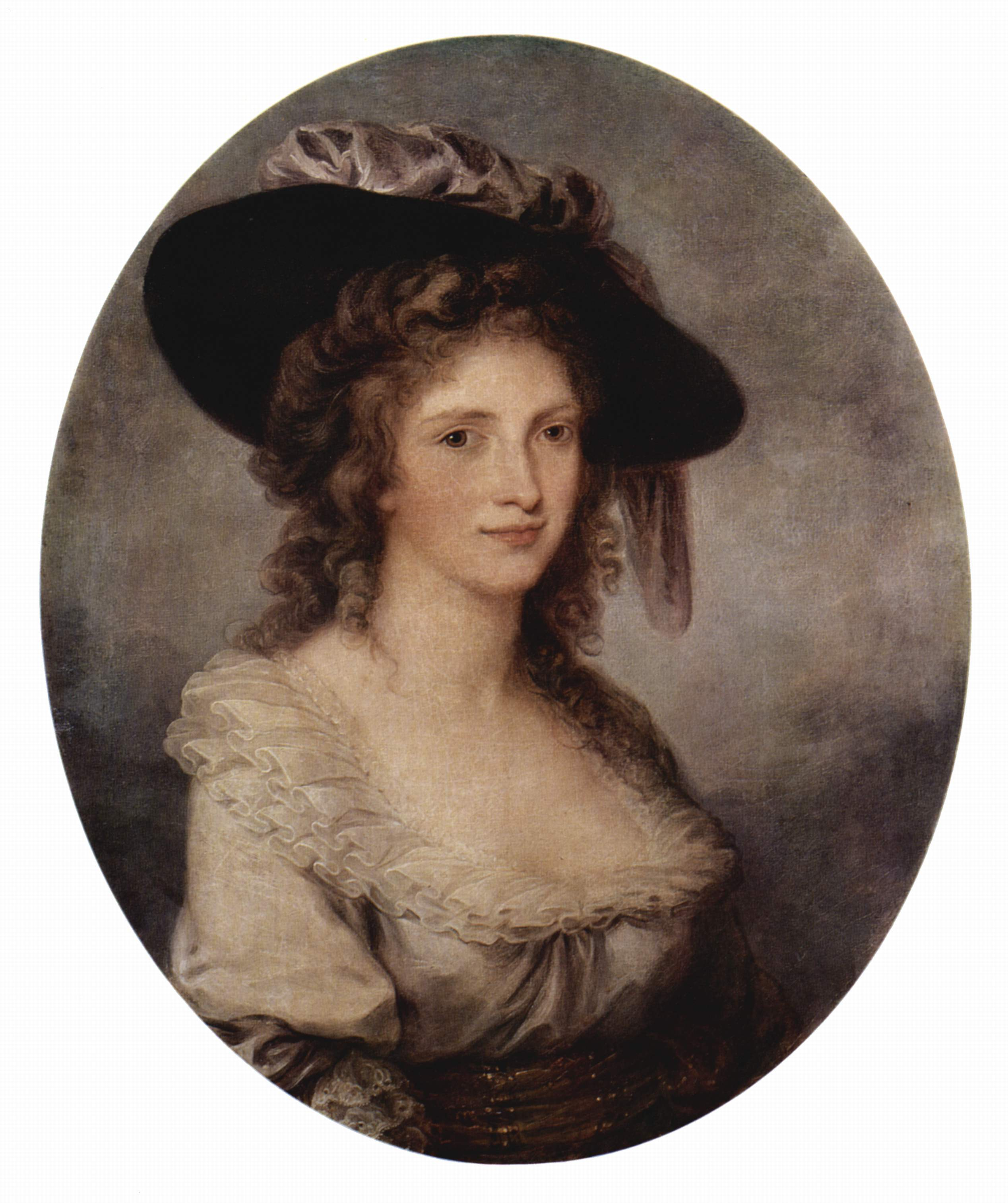
Autoretrat, Museu de l'Ermitage

Maria Anna Angelika Katharina Kauffmann (Coira, Suïssa, 30 d'octubre del 1741-Roma, 5 de novembre del 1807) fou una pintora austrosuïssa, especialitzada en la tècnica del retrat. Tot i que va excel·lir sobretot en l'art pictòric, Kauffmann demostrà també passió per les altres arts, com ara la música i el cant.

## Biografia
El seu pare era Johann Joseph Kauffmann, un pintor de retrats que la va iniciar en les belles arts, fins i tot acompanyant-la a Itàlia a completar la seva formació artística i on el seu talent va aflorar. Ja de ben petita se la va reconèixer com una nena prodigi, dominava quatre idiomes, cantava i havia pintat diversos retrats abans dels quinze anys. El 1762 la família Kauffmann es va traslladar a Florència i, a l'any següent, a Roma.
L'any 1765 Angelika va viatjar a Venècia, on va conèixer la dona d'un diplomàtic britànic que la va convidar al Regne Unit. L'any següent Kauffmann es traslladà a Londres, on va viure els següents quinze anys i on va establir una relació d'amistat amb el principal retratista de l'època: sir Joshua Reynolds. L'any 1768 fou l'única dona entre els fundadors de la Royal Academy of Arts, juntament amb la pintora Mary Moser, que ho feu en combinació amb el seu pare, també pintor.
A la mort del seu primer marit, es va casar el 1781 amb el pintor venecià Antonio Zucchi, amb qui marxà a viure al Regne Unit, Venècia, Nàpols i finalment Roma, on restà fins a morir-hi el 1807. En aquest període conegué i tractà el poeta i dramaturg Goethe, tal com queda reflectit en el transcurs del seu cèlebre Viatge a Itàlia, en el qual es fa palès que formà part del seu cercle d'amistats. El savi de Weimar sentia per Angelika una franca estima i una profunda admiració, tal com pot deduir-se dels seus escrits.
Morí a Roma i fou sebollida, amb el seu marit, a Sant'Andrea delle Fratte.

## La seva obra
L'any 1778 la Royal Academy, que anteriorment ja comptava amb quatre pintures d'Angelika, li va fer un nou encàrrec convidant-la a realitzar quatre grans pintures al·legòriques per posar a la sala de conferències i que suposarien el seu conjunt ornamental més reeixit.
Angelika formà part de l'escola del gravador Francesco Bartolozzi i col·laborà amb ell en moltes obres. En la producció artística d'Angelika Kauffmann és característica la representació de nombroses escenes clàssiques de significat mitològic, habitualment amb protagonista femenina, com és el cas de les obres La mare dels Gracs, Amor i Psiche o La trobada d'Edgar i Elfrida.
Els seus projectes abraçaven, a banda de la pintura, la il·lustració de llibres, la pintura de miniatures i la decoració de la Montagu House, a Portman Square, Londres, dissenyada per l'arquitecte James Stuart.
A Catalunya, el Museu d'Art de Sabadell conserva un gravat obra d'Angelika Kauffmann.

## Un tast de la seva obra

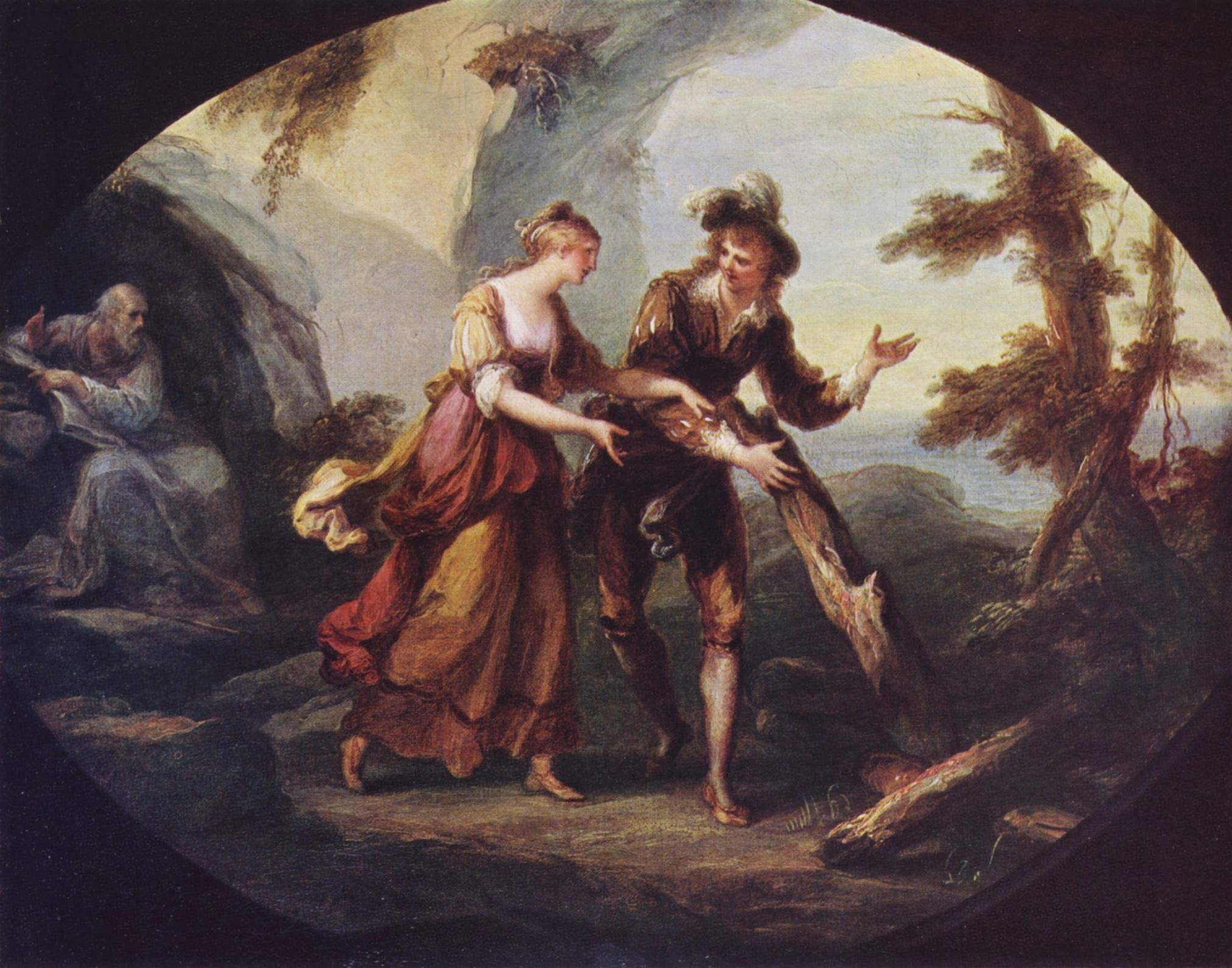
Miranda i Ferdinand a La tempesta, 1782
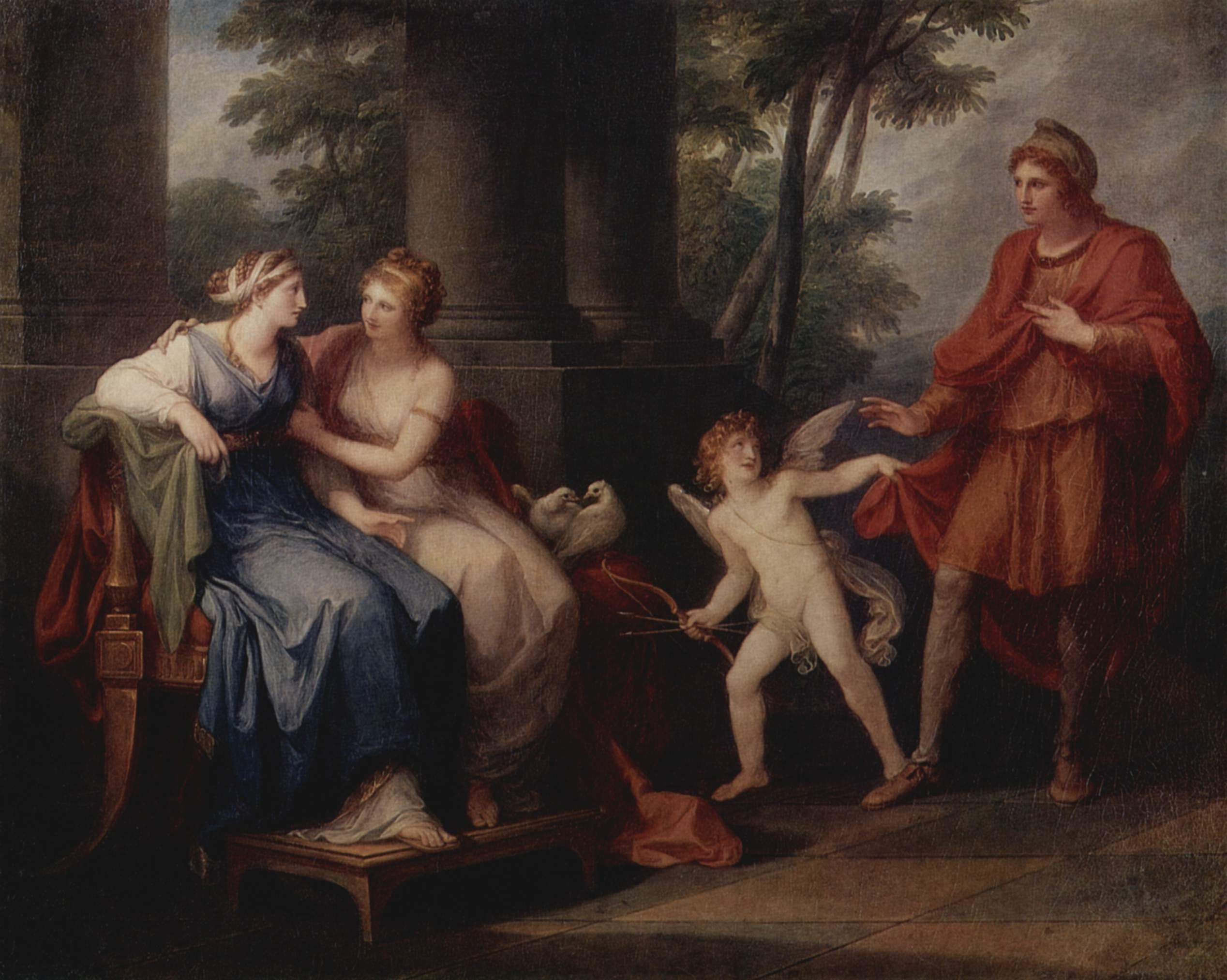
Venus convenç Helena d'anar amb Paris, 1790
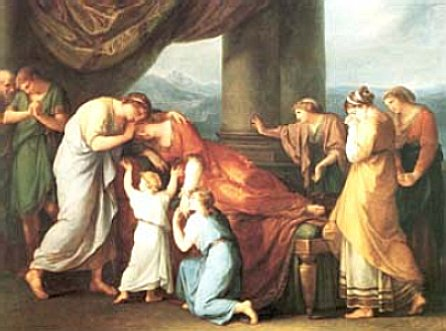
La mort d'Alcestis, 1741-1807
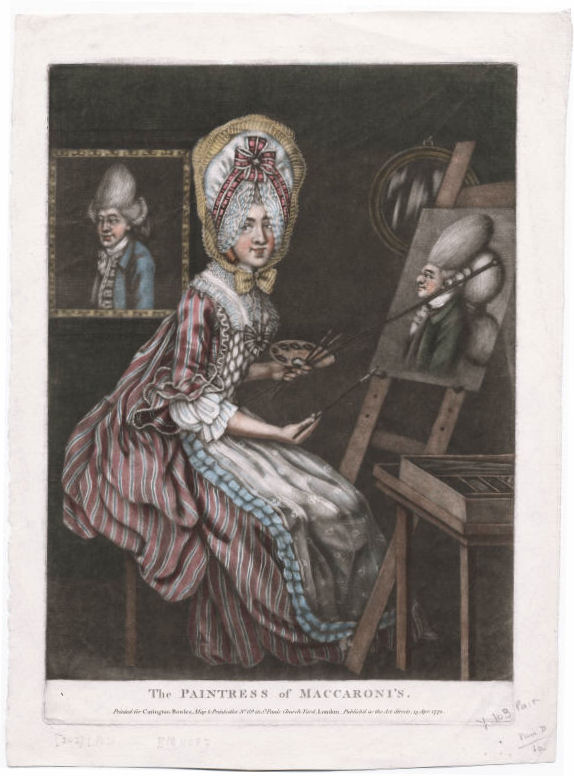
La pintora de Macaroni
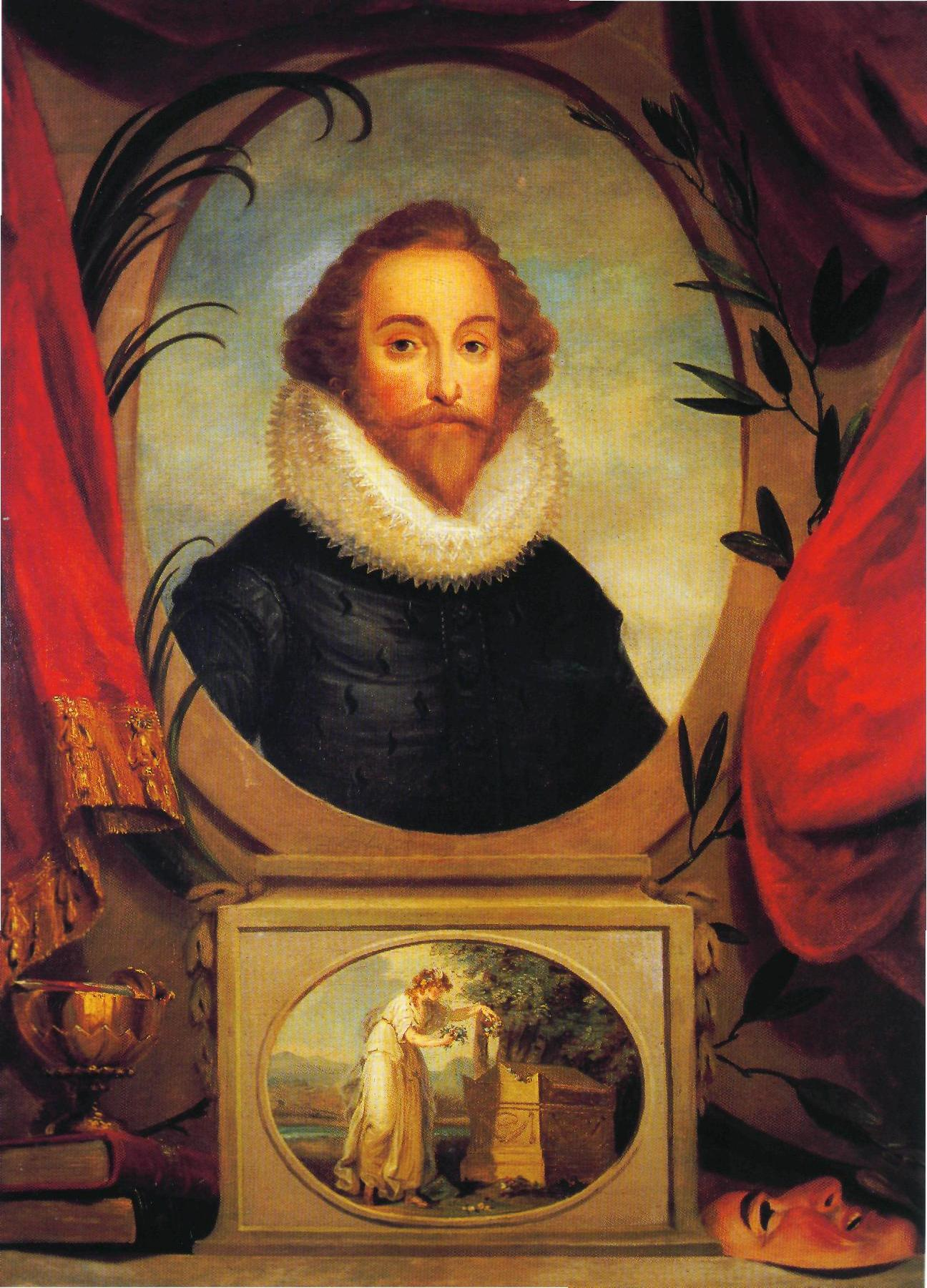
Retrat de Shakespeare
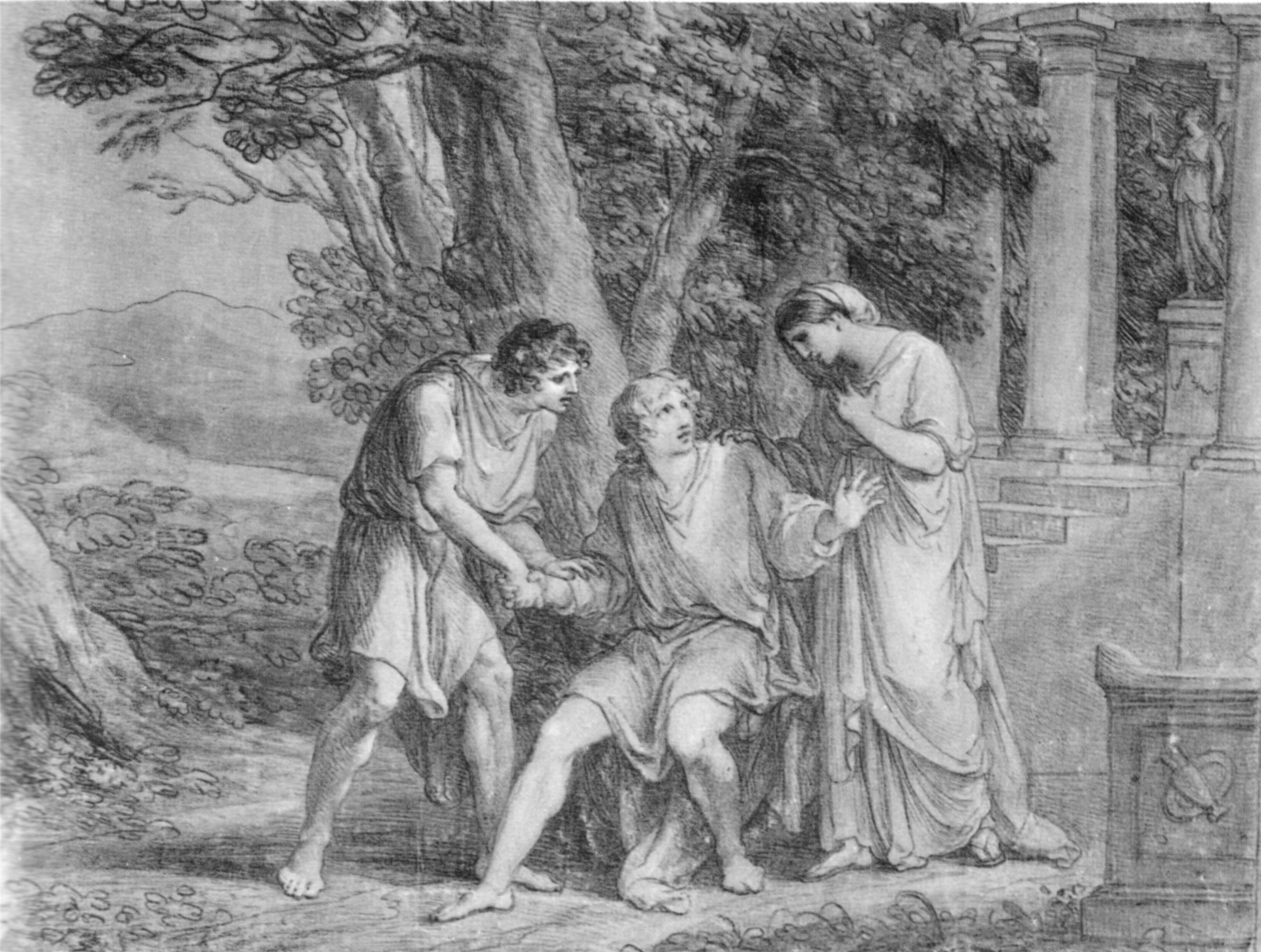
Escena de l'estrena el 1802 a Weimar de l'obra de Goethe Ifigènia a Tàurida, amb Goethe representant Orestes al centre

## Exposicions
- Retrospektive Angelika Kauffmann (270 works, c. 450 ill.), Düsseldorf, Kunstmuseum (Nov. 15th 1998 - Jan. 24th 1999); München, Haus der Kunst (Febr. 5th - April 18th 1999); Chur, Bündner Kunstmuseum (May 8th - July 11th 1999.